# 모닝구무스메

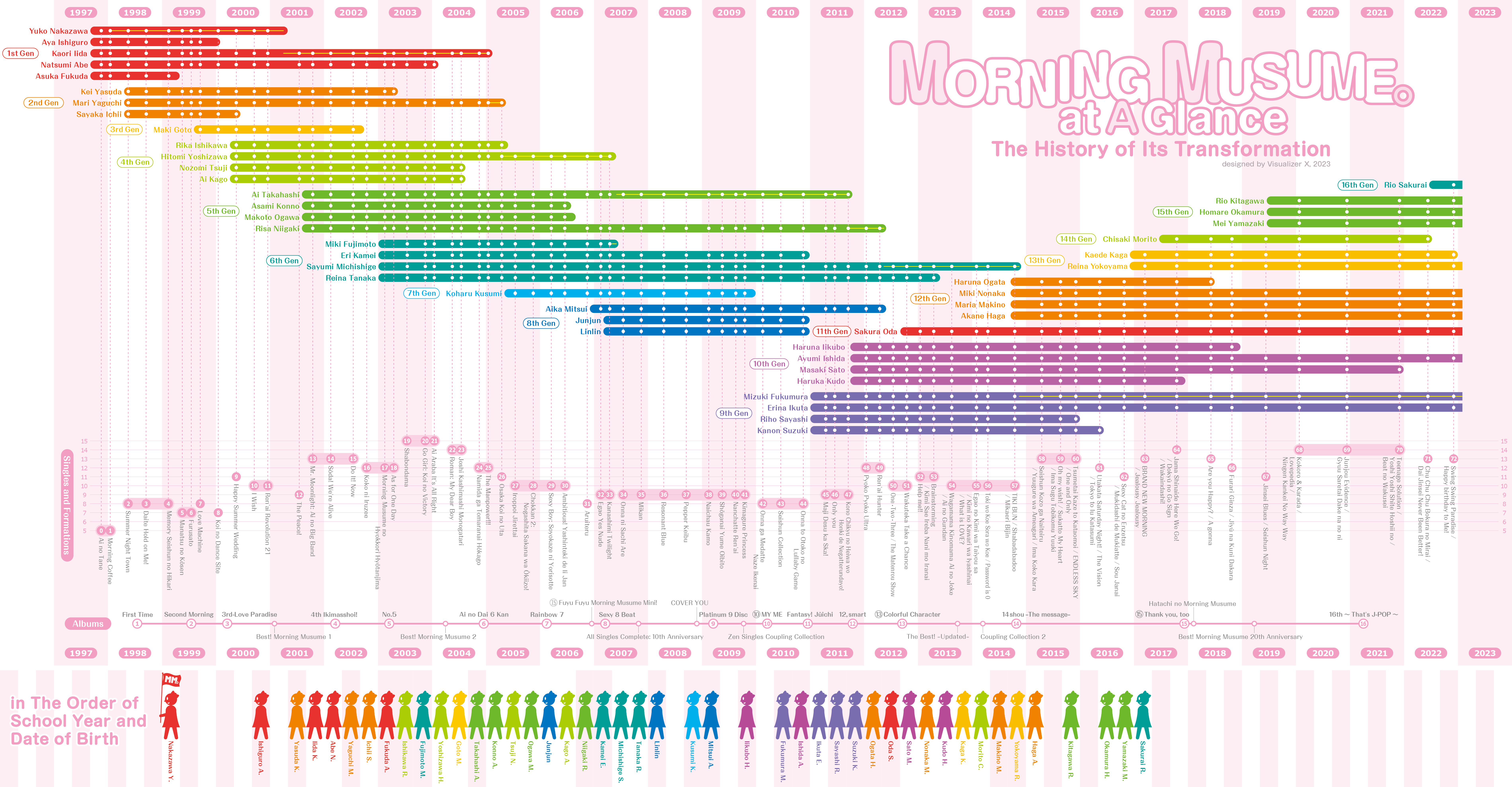
멤버들의 변화를 나타낸 도표 (영어)

모닝구무스메(モーニング娘。 모닝구무스메。[*])는 헬로! 프로젝트에 소속된 일본의 11인조 여성 아이돌 그룹이다. 작사, 작곡, 프로듀스를 대부분 층쿠♂가 담당하고 있다. 약칭은 '모무스'이며, 예능사무소 업프런트 프로모션 소속이다.

## 현재 활동 중인 멤버 목록

### 2025년8월시점의 멤버
| 이름            | 일본어 표기 | 생년월일         | 현재 나이 | 기   | 이미지 컬러   | 색상 | 비고                                                            |
| --------------- | ----------- | ---------------- | --------- | ---- | ------------- | ---- | --------------------------------------------------------------- |
| 노나카 미키     | 野中美希    | 1999년 10월 7일  | 25세      | 12기 | 퍼플          |      | 리더 보컬 헬로! 프로젝트의 리더                                 |
| 오다 사쿠라     | 小田さくら  | 1999년 3월 12일  | 26세      | 11기 | 라벤더        |      | 서브리더 에이스 메인보컬 2026년을 기해 졸업예정                 |
| 마키노 마리아   | 牧野真莉愛  | 2001년 2월 2일   | 24세      | 12기 | 핑크          |      | 서브리더 보컬                                                   |
| 하가 아카네     | 羽賀朱音    | 2002년 3월 7일   | 23세      | 12기 | 오렌지        |      | 보컬 2025년 가을 투어를 기해 졸업예정                           |
| 요코야마 레이나 | 横山玲奈    | 2001년 2월 22일  | 24세      | 13기 | 골드 옐로우   |      | 보컬 2025년 가을 투어를 기해 졸업예정                           |
| 키타가와 리오   | 北川莉央    | 2004년 3월 16일  | 21세      | 15기 | 씨 블루       |      | 보컬 2025년 4월 17일부터 활동 휴지 2025년 가을에 활동 재개 예정 |
| 오카무라 호마레 | 岡村ほまれ  | 2005년 5월 9일   | 20세      | 15기 | 데이지        |      | 보컬                                                            |
| 야마자키 메이   | 山﨑愛生    | 2005년 6월 28일  | 20세      | 15기 | 브라이트 그린 |      | 보컬                                                            |
| 사쿠라이 리오   | 櫻井梨央    | 2005년 11월 11일 | 19세      | 16기 | 밀크티        |      | 보컬                                                            |
| 이노우에 하루카 | 井上春華    | 2006년 5월 6일   | 19세      | 17기 | 민트 그린     |      | 보컬                                                            |
| 유미게타 아코   | 弓桁朱琴    | 2008년 7월 8일   | 17세      | 17기 | 퓨어 레드     |      | 보컬 최연소                                                     |

### 졸업 및 탈퇴 멤버
공식적으로 그룹을 그만두는 것을 '졸업' 혹은 '탈퇴'라고 표현한다. 졸업(탈퇴) 발표는 공식 홈페이지를 통해서 실시하거나 기자 회견 등 매스미디어를 통해서 하며 콘서트 최종 공연 일정 등을 사전에 팬들에게 고지하고 있다.
초기에는 대부분의 경우 '탈퇴'라는 표현을 사용하였지만(결성 당시부터 나카자와 졸업까지의 모닝구무스메。의 역사가 게재되어 있는 ASAYAN 공식 사이트 등에서는 지금도 탈퇴라는 표현으로 통일되어 있다.) 2001년 이후에는 공식적으로 주로 졸업이라는 표현을 쓰게 되어('졸업 메모리얼' 굿즈 등), 과거 멤버에 대해서도 졸업이라는 표현으로 통일한 경우도 많다(콘서트 MC에서의 '졸업 멤버' 호칭 등).
그 외에도 야구치 마리의 경우 사진 주간지 FRIDAY에 배우 오구리 슌과의 교제가 보도된 것을 이유로 공식 홈페이지에는 “모닝구무스메。를 그만두고 솔로 활동을 한다.”는 표현이 사용되었다. 이에 따라, 야구치 마리 자신도 졸업이나 탈퇴가 아닌 “모닝구무스메를 그만두었다.”라는 표현을 사용한 적이 있다.
또한, 이와 마찬가지로 후지모토 미키도 개그맨 쇼지 토모하루와의 교제가 FRIDAY에 보도된 것을 이유로 2007년 6월 1일자로 탈퇴하였다.
한편 '졸업'이라는 표현 자체는 처음에 그룹을 그만둔 후쿠다 아스카 때부터 자신의 팬에 대한 메시지 등에서 사용되어, 자서전 '또 한 명의 아스카'에 수록된 연표에는 "모닝구무스메를 졸업, 연예계 은퇴"라고 표기되었다. 2007년에 출판된 공식 책자인 '모닝구무스메。탄생 10년 기념책'에 수록된 연표에는, 야구치 마리와 후지모토 미키만 '탈퇴' 그 외 멤버는 '졸업'으로 분류되어 있다.
나카자와 유코 이후의 멤버는 졸업(탈퇴) 후 솔로 혹은 그룹으로서 그대로 헬로! 프로젝트에 재적되어 연예 활동을 계속해 나가고 있지만, 콘노 아사미는 학업에 전념하기 위해, 카메이 에리는 평소 지병이었던 아토피의 치료를 위해 완전히 탈퇴한다(콘노 아사미는 현재 복귀하여 활동을 재개.). 또한 오가와 마코토는 헬로! 프로젝트에 소속된 채 해외에 유학을 다녀와서 다시 헬로! 프로젝트의 멤버로 활동했다.
졸업(탈퇴) 발표는 고토 마키 이전에는 1, 2개월 정도 전에 발표되었지만, 고토 마키와 동시에 졸업이 발표된 야스다 케이 이후에는 긴급 탈퇴한 야구치 마리와 후지모토 미키를 제외하면 졸업하기 0년 전이나 1년 전에 발표하게 되었다. 그리고 콘노 아사미 · 오가와 마코토· 요시자와 히토미· 카메이 에리· 쥰쥰 · 링링은 관례에서 벗어나 3, 4개월 전, 쿠스미 코하루는 2개월 전에 졸업이 발표되었다. 또한 지금까지 졸업 발표와 졸업이 동시에 열린 것은 졸업 후 유닛을 결성해 활동하기로 한 쯔지 노조미와 카고 아이 그리고 카메이 에리, 쥰쥰, 링링뿐이지만 그 전에도 시기를 달리하여 졸업하는 복수 멤버의 졸업이 동시에 발표된 적도 있다.
'졸업' 발표와 그 후 콘서트에 의한 '졸업 공연'은 'ASAYAN' 외 텔레비전 방송에서 대대적으로 보도되어 '서프라이즈 인사'적 요소와 함께 모닝구무스메。인기 부양, 주목도 상승, 나아가서 멤버의 결속을 강화하여 왔다.
| 이름            | 발표일           | 졸업시 나이                        | 기                                 | 하로프로 재적 상황                                                                |
| 이름            | 졸업 · 탈퇴일    | 졸업 공연 개최지                   | 졸업 공연 개최지                   | 하로프로 재적 상황                                                                |
| --------------- | ---------------- | ---------------------------------- | ---------------------------------- | --------------------------------------------------------------------------------- |
| 후쿠다 아스카   | 1999년 1월 17일  | 14                                 | 1기 최초                           | - 음악 유닛 PEACE$TONE의 멤버                                                     |
| 후쿠다 아스카   | 1999년 4월 18일  | 도쿄 후생 연금 회관                | 도쿄 후생 연금 회관                | - 음악 유닛 PEACE$TONE의 멤버                                                     |
| 이시구로 아야   | 1999년 12월 5일  | 21                                 | 1기                                | - 2003년, 탤런트 활동 중 (코코넛컴퍼니 소속)                                      |
| 이시구로 아야   | 2000년 1월 7일   | 오사카 후생 연금 회관              | 오사카 후생 연금 회관              | - 2003년, 탤런트 활동 중 (코코넛컴퍼니 소속)                                      |
| 이치이 사야카   | 2000년 5월 7일   | 16                                 | 2기 최초                           | - 2009년, 탤런트 활동 중 (아르크 앙 씨엘 소속)                                    |
| 이치이 사야카   | 2000년 5월 21일  | 일본 무도관                        | 일본 무도관                        | - 2009년, 탤런트 활동 중 (아르크 앙 씨엘 소속)                                    |
| 나카자와 유코   | 2001년 3월 7일   | 27                                 | 1기                                | - 업프런트 크리에이트 (업프런트 그룹) 소속 개인 활동 중※5                         |
| 나카자와 유코   | 2001년 4월 15일  | 오사카죠 홀                        | 오사카죠 홀                        | - 업프런트 크리에이트 (업프런트 그룹) 소속 개인 활동 중※5                         |
| 고토 마키       | 2002년 7월 31일  | 17                                 | 3기 유일                           | - 2008년 6월, 에이벡스 소속 예능 활동 중                                          |
| 고토 마키       | 2002년 9월 23일  | 요코하마 아레나                    | 요코하마 아레나                    | - 2008년 6월, 에이벡스 소속 예능 활동 중                                          |
| 야스다 케이     | 2002년 7월 31일  | 22                                 | 2기                                | - J.P ROOM (업프런트 그룹) 소속 개인 활동 중※5                                    |
| 야스다 케이     | 2003년 5월 5일   | 사이타마 슈퍼 아레나               | 사이타마 슈퍼 아레나               | - J.P ROOM (업프런트 그룹) 소속 개인 활동 중※5                                    |
| 아베 나츠미     | 2003년 7월 27일  | 22                                 | 1기                                | - 업프런트 크리에이트 (업프런트 그룹) 소속 개인 활동 중※5                         |
| 아베 나츠미     | 2004년 1월 25일  | 요코하마 아레나                    | 요코하마 아레나                    | - 업프런트 크리에이트 (업프런트 그룹) 소속 개인 활동 중※5                         |
| 쯔지 노조미     | 2004년 1월 3일   | 17                                 | 4기 최초                           | - 업프런트 크리에이트 (업프런트 그룹) 소속 개인 활동 중※5                         |
| 쯔지 노조미     | 2004년 8월 1일   | 요요기 제1체육관                   | 요요기 제1체육관                   | - 업프런트 크리에이트 (업프런트 그룹) 소속 개인 활동 중※5                         |
| 카고 아이       | 2004년 1월 3일   | 16                                 | 4기 최초                           | - 2008년 4월, 연예계 활동 재개                                                    |
| 카고 아이       | 2004년 8월 1일   | 요요기 제1체육관                   | 요요기 제1체육관                   | - 2008년 4월, 연예계 활동 재개                                                    |
| 이이다 카오리   | 2004년 5월 23일  | 23                                 | 1기 마지막                         | - 업프런트 크리에이트 (업프런트 그룹) 소속 개인 활동 중※5                         |
| 이이다 카오리   | 2005년 1월 30일  | 요코하마 아레나                    | 요코하마 아레나                    | - 업프런트 크리에이트 (업프런트 그룹) 소속 개인 활동 중※5                         |
| 야구치 마리     | 2005년 4월 14일  | 22                                 | 2기 마지막                         | - 업프런트 크리에이트 (업프런트 그룹) 소속 개인 활동 중※5                         |
| 야구치 마리     | 2005년 4월 14일  | 전술한 이유로 인해 열리지 않았음※2 | 전술한 이유로 인해 열리지 않았음※2 | - 업프런트 크리에이트 (업프런트 그룹) 소속 개인 활동 중※5                         |
| 이시카와 리카   | 2004년 5월 23일  | 20                                 | 4기                                | - J.P ROOM (업프런트 그룹) 소속 개인 활동 중※5                                    |
| 이시카와 리카   | 2005년 5월 7일   | 일본 무도관                        | 일본 무도관                        | - J.P ROOM (업프런트 그룹) 소속 개인 활동 중※5                                    |
| 콘노 아사미     | 2006년 4월 28일  | 19                                 | 5기 최초                           | - 현재 유튜버 활동 중※5                                                           |
| 콘노 아사미     | 2006년 7월 23일  | 요요기 제1체육관                   | 요요기 제1체육관                   | - 현재 유튜버 활동 중※5                                                           |
| 오가와 마코토   | 2006년 4월 28일  | 18                                 | 5기                                | - 개인 활동 중※5                                                                  |
| 오가와 마코토   | 2006년 8월 27일  | 신쥬쿠 코마 극장※3                 | 신쥬쿠 코마 극장※3                 | - 개인 활동 중※5                                                                  |
| 요시자와 히토미 | 2007년 1월 2일   | 22                                 | 4기 마지막                         | - 연예계 은퇴                                                                     |
| 요시자와 히토미 | 2007년 5월 6일   | 사이타마 슈퍼 아레나               | 사이타마 슈퍼 아레나               | - 연예계 은퇴                                                                     |
| 후지모토 미키   | 2007년 6월 1일   | 22                                 | 6기 최초                           | - J.P ROOM (업프런트 그룹) 소속 개인 활동 중※5                                    |
| 후지모토 미키   | 2007년 6월 1일   | 전술한 이유로 인해 열리지 않음※4   | 전술한 이유로 인해 열리지 않음※4   | - J.P ROOM (업프런트 그룹) 소속 개인 활동 중※5                                    |
| 쿠스미 코하루   | 2009년 9월 19일  | 17                                 | 7기 유일                           | - 2017년 4월, 오스카 프로모션 소속 개인 활동 중※5                                 |
| 쿠스미 코하루   | 2009년 12월 6일  | 도쿄 후생 연금 회관                | 도쿄 후생 연금 회관                | - 2017년 4월, 오스카 프로모션 소속 개인 활동 중※5                                 |
| 카메이 에리     | 2010년 8월 8일   | 21                                 | 6기                                | - 현재는 일반인                                                                   |
| 카메이 에리     | 2010년 12월 15일 | 요코하마 아레나                    | 요코하마 아레나                    | - 현재는 일반인                                                                   |
| 쥰쥰            | 2010년 8월 8일   | 22                                 | 8기 최초                           | - 연예계 활동 중                                                                  |
| 쥰쥰            | 2010년 12월 15일 | 요코하마 아레나                    | 요코하마 아레나                    | - 연예계 활동 중                                                                  |
| 링링            | 2010년 8월 8일   | 19                                 | 8기 최초                           | - 연예계 활동 중                                                                  |
| 링링            | 2010년 12월 15일 | 요코하마 아레나                    | 요코하마 아레나                    | - 연예계 활동 중                                                                  |
| 다카하시 아이   | 2011년 1월 9일   | 25                                 | 5기                                | - 업프런트 크리에이트 (업프런트 그룹) 소속 개인 활동 중※5                         |
| 다카하시 아이   | 2011년 9월 30일  | 일본 무도관                        | 일본 무도관                        | - 업프런트 크리에이트 (업프런트 그룹) 소속 개인 활동 중※5                         |
| 니이가키 리사   | 2012년 1월 2일   | 23                                 | 5기 마지막                         | - 2020년, 소속사 계약 종료 프리랜서로 이행, 현재는 유튜버 활동 중※5               |
| 니이가키 리사   | 2012년 5월 18일  | 일본 무도관                        | 일본 무도관                        | - 2020년, 소속사 계약 종료 프리랜서로 이행, 현재는 유튜버 활동 중※5               |
| 미츠이 아이카   | 2012년 5월 4일   | 19                                 | 8기 마지막                         | - 연예계 은퇴                                                                     |
| 미츠이 아이카   | 2012년 5월 18일  | 일본 무도관                        | 일본 무도관                        | - 연예계 은퇴                                                                     |
| 다나카 레이나   | 2012년 11월 18일 | 23                                 | 6기                                | - 업프런트 크리에이트 (업프런트 그룹) 소속 개인 활동 중※5                         |
| 다나카 레이나   | 2013년 5월 21일  | 일본 무도관                        | 일본 무도관                        | - 업프런트 크리에이트 (업프런트 그룹) 소속 개인 활동 중※5                         |
| 미치시게 사유미 | 2014년 4월 29일  | 25                                 | 6기 마지막                         | - J.P ROOM (업프런트 그룹) 소속 2017년 봄부터 예능 활동 중※5                      |
| 미치시게 사유미 | 2014년 11월 26일 | 요코하마 아레나                    | 요코하마 아레나                    | - J.P ROOM (업프런트 그룹) 소속 2017년 봄부터 예능 활동 중※5                      |
| 사야시 리호     | 2015년 10월 29일 | 17                                 | 9기 최초                           | - 2020년 9월 3일, 재팬 뮤직 엔터테인먼트에 소속 계약을 체결과 동시에 가수 활동 중 |
| 사야시 리호     | 2015년 12월 31일 | 나카노 선플라자                    | 나카노 선플라자                    | - 2020년 9월 3일, 재팬 뮤직 엔터테인먼트에 소속 계약을 체결과 동시에 가수 활동 중 |
| 스즈키 카논     | 2016년 2월 7일   | 17                                 | 9기                                | - 연예계 은퇴                                                                     |
| 스즈키 카논     | 2016년 5월 31일  | 일본 무도관                        | 일본 무도관                        | - 연예계 은퇴                                                                     |
| 쿠도 하루카     | 2017년 4월 29일  | 18                                 | 10기 최초                          | - 업프런트 크리에이트 / 저스트 프로 소속 개인 활동 중※5                           |
| 쿠도 하루카     | 2017년 12월 11일 | 일본 무도관                        | 일본 무도관                        | - 업프런트 크리에이트 / 저스트 프로 소속 개인 활동 중※5                           |
| 오가타 하루나   | 2018년 3월 27일  | 19                                 | 12기 최초                          | - 2018년 8월, 유튜버로 활동 중※5                                                  |
| 오가타 하루나   | 2018년 6월 20일  | 일본 무도관                        | 일본 무도관                        | - 2018년 8월, 유튜버로 활동 중※5                                                  |
| 이이쿠보 하루나 | 2018년 8월 17일  | 24                                 | 10기                               | - 업프런트 크리에이트 / 저스트 프로 소속 개인 활동 중※5                           |
| 이이쿠보 하루나 | 2018년 12월 16일 | 일본 무도관                        | 일본 무도관                        | - 업프런트 크리에이트 / 저스트 프로 소속 개인 활동 중※5                           |
| 사토 마사키     | 2021년 9월 24일  | 22                                 | 10기                               | - J.P ROOM (업프런트 그룹) 소속 가수 활동 중※5                                    |
| 사토 마사키     | 2021년 12월 13일 | 일본 무도관                        | 일본 무도관                        | - J.P ROOM (업프런트 그룹) 소속 가수 활동 중※5                                    |
| 모리토 치사키   | 2022년 2월 28일  | 22                                 | 14기 유일                          | - J.P ROOM (업프런트 그룹) 소속 개인 활동 중※5                                    |
| 모리토 치사키   | 2022년 6월 20일  | 일본 무도관                        | 일본 무도관                        | - J.P ROOM (업프런트 그룹) 소속 개인 활동 중※5                                    |
| 카가 카에데     | 2022년 9월 3일   | 23                                 | 13기 최초                          | - 연예계 활동 종료                                                                |
| 카가 카에데     | 2022년 12월 10일 | 일본 무도관                        | 일본 무도관                        | - 연예계 활동 종료                                                                |
| 후쿠무라 미즈키 | 2022년 12월 27일 | 27                                 | 9기                                | - J.P ROOM (업프런트 그룹) 소속 개인 활동 중※5                                    |
| 후쿠무라 미즈키 | 2023년 11월 29일 | 요코하마 아레나                    | 요코하마 아레나                    | - J.P ROOM (업프런트 그룹) 소속 개인 활동 중※5                                    |
| 이시다 아유미   | 2024년 5월 26일  | 27                                 | 10기 마지막                        | - J.P ROOM (업프런트 그룹) 소속 개인 활동 중※5                                    |
| 이시다 아유미   | 2024년 12월 6일  | 요코하마 아레나                    | 요코하마 아레나                    | - J.P ROOM (업프런트 그룹) 소속 개인 활동 중※5                                    |
| 이쿠타 에리나   | 2025년 1월 2일   | 28                                 | 9기 마지막                         | - 하로프로도 졸업                                                                 |
| 이쿠타 에리나   | 2025년 7월 8일   | 일본 무도관                        | 일본 무도관                        | - 하로프로도 졸업                                                                 |

※1 : 하로프로 2009년 3월 31일 졸업 멤버의 팬클럽 조직은 아래와 같은 상태이다.
- 2009년 3월 31일까지 - 헬로! 프로젝트
- 2009년 4월 1일부터 - M-line club

※2 : 야구치 마리가 멤버로서 마지막으로 공연한 스테이지는 2005년 4월 10일 오사카 후생 연금 회관 공연이었다.

※3 : 오가와 마코토가 멤버로서 마지막으로 공연한 콘서트 스테이지는 2006년 7월 23일 요요기 제1체육관 공연이었다.

※4 : 후지모토 미키가 멤버로서 마지막으로 공연한 스테이지는 2007년 5월 6일 사이타마 슈퍼 아레나 공연이었다.

※5 : 졸업한 멤버는 이후 팬클럽인 M-line club의 가입이 발표되었다.

### 역대 리더
| 역대 | 이름            | 기간                                |
| ---- | --------------- | ----------------------------------- |
| 초대 | 나카자와 유코   | 1998년 1월 28일 - 2001년 4월 15일   |
| 2대  | 이이다 카오리   | 2001년 4월 16일 - 2005년 1월 30일   |
| 3대  | 야구치 마리     | 2005년 1월 31일 - 4월 14일          |
| 4대  | 요시자와 히토미 | 2005년 4월 15일 - 2007년 5월 6일    |
| 5대  | 후지모토 미키   | 2007년 5월 7일 - 6월 1일            |
| 6대  | 다카하시 아이   | 2007년 6월 2일 - 2011년 9월 30일    |
| 7대  | 니이가키 리사   | 2011년 10월 1일 - 2012년 5월 18일   |
| 8대  | 미치시게 사유미 | 2012년 5월 19일 - 2014년 11월 26일  |
| 9대  | 후쿠무라 미즈키 | 2014년 11월 27일 - 2023년 11월 29일 |
| 10대 | 이쿠타 에리나   | 2023년 11월 30일 - 2025년 7월 8일   |
| 11대 | 노나카 미키     | 2025년 7월 9일 -                    |

#### 비고
- 초대 리더는 5만 장 직접 판매를 달성하여 메이저 데뷔가 결정되면서 정해졌다. 이이다 카오리가 리더를 맡고 싶다고 발언하였지만 초대 리더로 나카자와 유코가 선택된 이유는 '최연장자이기 때문'[4]이라고 한다. 그 이후로는 2대, 3대, 4대, 5대, 6대, 7대, 8대, 9대, 10대 리더가 있다.

### 역대 서브리더
2001년 4월 16일 이이다 카오리가 제2대 리더에 임명된 것에 맞추어 창설되었다. 초대 서브리더에 야스다 케이가 취임하였다. 야스다 케이부터 니이가키 리사까지는 서브리더를 혼자 지내다가 7대, 8대, 9대, 10대, 11대는 2명의 서브리더가 되었다.
| 역대 | 이름                             | 기간                                |
| ---- | -------------------------------- | ----------------------------------- |
| 초대 | 야스다 케이                      | 2001년 4월 16일 - 2003년 5월 5일    |
| 2대  | 야구치 마리                      | 2003년 5월 6일※ - 2005년 1월 30일   |
| 3대  | 요시자와 히토미                  | 2005년 1월 31일 - 4월 14일          |
| 4대  | 후지모토 미키                    | 2005년 4월 15일※ - 2007년 5월 6일   |
| 5대  | 다카하시 아이                    | 2007년 5월 7일 - 6월 1일            |
| 6대  | 니이가키 리사                    | 2007년 6월 2일 - 2011년 9월 30일    |
| 7대  | 후쿠무라 미즈키, 이이쿠보 하루나 | 2013년 5월 21일 - 2014년 11월 26일  |
| 8대  | 이쿠타 에리나, 이이쿠보 하루나   | 2014년 11월 27일 - 2018년 12월 16일 |
| 9대  | 이쿠타 에리나, 이시다 아유미     | 2018년 12월 31일 - 2023년 11월 29일 |
| 10대 | 이시다 아유미, 오다 사쿠라       | 2023년 11월 30일 - 2024년 12월 6일  |
| 11대 | 오다 사쿠라                      | 2024년 12월 7일 - 2025년 7월 8일    |
| 12대 | 오다 사쿠라, 마키노 마리아       | 2025년 7월 9일 -                    |

※야구치 마리와 후지모토 미키의 서브리더 취임일에 대해 상기의 표에서는 전임자가 퇴임한 다음날로 되어 있지만 야스다 케이와 요시자와 히토미와 다카하시 아이의 경우 취임 전 서브리더에 취임한다는 취지의 발표가 있었던 것에 비해 야구치 마리와 후지모토 미키의 경우는 취임 시점에서 발표되지 않고 어느 정도 기간이 경과한 뒤 텔레비전 방송(야구치 마리 : "하로모니。" 2003년 8월 3일 방송분, 후지모토 미키 : "음악전사 MUSIC FIGHTER" 2005년 7월 15일 방송분)에서 토크를 하던 중 그 시점에 서브리더라는 취지의 발언이 있었기 때문에 취임한 일시가 정확하지 않을(공석인 기간이 있었을) 가능성이 있다. 그 이후로는 2대와 3대, 4대, 5대, 6대, 7대, 8대, 9대 서브리더가 있다. 7대와 8대, 9대, 10대는 서브리더가 2명씩 있다.

#### 비고
- 서브리더에 대해서는 왜 창설되었는지는 공표되지 않았다. 당초 모닝구무스메。탄생 이래 그룹을 이끌어 왔던 나카자와 유코의 그룹 탈퇴에 따라 그녀를 승계한 이이다 카오리에 대한 불안감으로 창설되었을 거라고 여겨졌다. 하지만 2001년 3월 7일에 나카자와 유코 졸업 발표 당시에는 이이다 카오리와 아베 나츠미, 야스다 케이, 야구치 마리에 의한 집단 지도 체제가 될 것이라는 발표도 있었다. 하지만 이이다 카오리의 리더 취임이 나카자와 유코 졸업 직후인 4월 16일에 행해진 기자 회견에서 발표된 것과 서브리더에 또 다른 초기 멤버 아베 나츠미가 취임하지 않은 것을 고려하면 후임 인사 선택에 맞추어 멤버 내 최연장자인 야스다 케이를 처우하기 위한 '명예직'으로서 창설되었으리라고도 여겨진다. 덧붙이면 야구치 마리 이후로는 실질적으로 '서브리더 = 차기 리더(후보)'가 되었다.
- 야스다 케이 취임 이전(나카자와 유코가 리더 시절)에는 서브리더라는 직책은 공표되지 않았다. 또한 이시구로 아야 재적시에 그녀가 나카자와 유코 다음의 연장자라는 점에서 No.2로 보는 의견도 있었지만 서브리더라는 발표는 없었다.
- 니이가키 리사의 리더 취임 이후로는 서브리더가 공식적으로 발표된 바 없이 니이가키 리사가 졸업할 때까지 서브리더 없는 니이가키 리사 솔로 리더 체제로 운영되었다. 니이가키 리사의 졸업 이후 미치시게 사유미가 모닝구무스메。의 리더를 계승함이 공식적으로 발표되었으나, 미치시게 사유미 리더 체제에서도 서브리더는 공식 발표 없이 공석이었으나, 2013년 5월 21일에 서브리더 제도가 다시 부활하였다.
- 후쿠무라 미즈키와 이이쿠보 하루나는 2013년 5월 21일에 행해진 모닝구무스메。봄 콘서트 투어에서 발표되었으며, 역사상 처음으로 서브리더가 두 명이 되었다. 8대와 9대도 서브리더가 2명이 되었다.

## 그룹 편성

### 멤버 구성 추이
이 그룹의 가장 큰 특징은, 다른 여성 아이돌 그룹에서 유례를 찾아볼 수 없는, 멤버가 계속해서 바뀐다는 점이다.
멤버 수가 유동적이며 5명(결성시)에서 16명(6기 가입부터 야스다 졸업까지)으로 폭넓다. 또한 연령차가 크다는 것도 특징이며 결성 당시에는 약 12살 차, 4기 가입시에 약 15살 차로 최대이며, 최소는 야구치 탈퇴 당시부터 7기 가입까지의 5살 차이다. 대부분의 기간(1999년 4월 ~ 8월 및 2005년 4월 제외)에 20대와 중학생 멤버가 동시에 있었으며, 2023년 11월 시점 평균 연령은 20.50세이다.

#### 추이 연표
| 일시                | 멤버                                                                               | 증감 | 인수 | 평균 연령 |
| ------------------- | ---------------------------------------------------------------------------------- | ---- | ---- | --------- |
| 1997년 9월 7일 결성 | 【1기】나카자와 유코 · 이시구로 아야 · 이이다 카오리 · 아베 나츠미 · 후쿠다 아스카 | －   | 5명  | 17.40     |
| 1998년 5월 3일      | 【2기】야스다 케이 · 야구치 마리 · 이치이 사야카 가입                              | +3   | 8명  | 16.75     |
| 1999년 4월 18일     | 후쿠다 아스카 졸업                                                                 | -1   | 7명  | 18.29     |
| 1999년 8월 22일     | 【3기】고토 마키 가입                                                              | +1   | 8명  | 18.13     |
| 2000년 1월 7일      | 이시구로 아야 졸업                                                                 | -1   | 7명  | 18.14     |
| 2000년 4월 16일     | 【4기】이시카와 리카 · 요시자와 히토미 · 쯔지 노조미 · 카고 아이 가입              | +4   | 11명 | 16.55     |
| 2000년 5월 21일     | 이치이 사야카 졸업                                                                 | -1   | 10명 | 16.60     |
| 2001년 4월 15일     | 나카자와 유코 졸업                                                                 | -1   | 9명  | 16.56     |
| 2001년 8월 26일     | 【5기】다카하시 아이 · 콘노 아사미 · 오가와 마코토 · 니이가키 리사 가입            | +4   | 13명 | 15.77     |
| 2002년 9월 23일     | 고토 마키 졸업                                                                     | -1   | 12명 | 16.92     |
| 2003년 1월 7일      | 【6기】후지모토 미키 가입                                                          | +1   | 13명 | 17.15     |
| 2003년 1월 19일     | 【6기】카메이 에리 · 미치시게 사유미 · 다나카 레이나 가입                          | +3   | 16명 | 16.50     |
| 2003년 5월 5일      | 야스다 케이 졸업                                                                   | -1   | 15명 | 16.40     |
| 2004년 1월 25일     | 아베 나츠미 졸업                                                                   | -1   | 14명 | 16.86     |
| 2004년 8월 1일      | 쯔지 노조미 · 카고 아이 졸업                                                       | -2   | 12명 | 17.42     |
| 2005년 1월 30일     | 이이다 카오리 졸업                                                                 | -1   | 11명 | 17.64     |
| 2005년 4월 14일     | 야구치 마리 탈퇴                                                                   | -1   | 10명 | 17.40     |
| 2005년 5월 1일      | 【7기】쿠스미 코하루 가입                                                          | +1   | 11명 | 16.91     |
| 2005년 5월 7일      | 이시카와 리카 졸업                                                                 | -1   | 10명 | 16.70     |
| 2006년 7월 23일     | 콘노 아사미 졸업                                                                   | -1   | 9명  | 17.78     |
| 2006년 8월 27일     | 오가와 마코토 졸업                                                                 | -1   | 8명  | 17.75     |
| 2006년 12월 10일    | 【8기】미츠이 아이카 가입                                                          | +1   | 9명  | 17.56     |
| 2007년 3월 15일     | 【8기】(유학생) 쥰쥰 · 링링 가입                                                   | +2   | 11명 | 17.82     |
| 2007년 5월 6일      | 요시자와 히토미 졸업                                                               | -1   | 10명 | 17.50     |
| 2007년 6월 1일      | 후지모토 미키 탈퇴                                                                 | -1   | 9명  | 17.00     |
| 2009년 12월 6일     | 쿠스미 코하루 졸업                                                                 | -1   | 8명  | 19.88     |
| 2010년 12월 15일    | 카메이 에리 · 쥰쥰 · 링링 졸업                                                     | -3   | 5명  | 21.00     |
| 2011년 1월 2일      | 【9기】후쿠무라 미즈키 · 이쿠타 에리나 · 사야시 리호 · 스즈키 카논 가입            | +4   | 9명  | 17.33     |
| 2011년 9월 29일     | 【10기】이이쿠보 하루나 · 이시다 아유미 · 사토 마사키 · 쿠도 하루카 가입           | +4   | 13명 | 16.54     |
| 2011년 9월 30일     | 다카하시 아이 졸업                                                                 | -1   | 12명 | 15.83     |
| 2012년 5월 18일     | 니이가키 리사 · 미츠이 아이카 졸업                                                 | -2   | 10명 | 15.60     |
| 2012년 9월 14일     | 【11기】오다 사쿠라 가입                                                           | +1   | 11명 | 15.73     |
| 2013년 5월 21일     | 다나카 레이나 졸업                                                                 | -1   | 10명 | 15.70     |
| 2014년 9월 30일     | 【12기】오가타 하루나 · 노나카 미키 · 마키노 마리아 · 하가 아카네 가입             | +4   | 14명 | 16.07     |
| 2014년 11월 26일    | 미치시게 사유미 졸업                                                               | -1   | 13명 | 15.69     |
| 2015년 12월 31일    | 사야시 리호 졸업                                                                   | -1   | 12명 | 16.67     |
| 2016년 5월 31일     | 스즈키 카논 졸업                                                                   | -1   | 11명 | 17.18     |
| 2016년 12월 12일    | 【13기】카가 카에데 · 요코야마 레이나 가입                                         | +2   | 13명 | 17.38     |
| 2017년 6월 26일     | 【14기】모리토 치사키 가입                                                         | +1   | 14명 | 17.85     |
| 2017년 12월 11일    | 쿠도 하루카 졸업                                                                   | -1   | 13명 | 18.30     |
| 2018년 6월 20일     | 오가타 하루나 졸업                                                                 | -1   | 12명 | 18.92     |
| 2018년 12월 16일    | 이이쿠보 하루나 졸업                                                               | -1   | 11명 | 18.90     |
| 2019년 6월 22일     | 【15기】키타가와 리오 · 오카무라 호마레 · 야마자키 메이 가입                       | +3   | 14명 | 18.36     |
| 2021년 12월 13일    | 사토 마사키 졸업                                                                   | -1   | 13명 | 20.62     |
| 2022년 6월 20일     | 모리토 치사키 졸업                                                                 | -1   | 12명 | 21.17     |
| 2022년 6월 29일     | 【16기】사쿠라이 리오 가입                                                         | +1   | 13명 | 20.85     |
| 2022년 12월 10일    | 카가 카에데 졸업                                                                   | -1   | 12명 | 21.08     |
| 2023년 5월 23일     | 【17기】이노우에 하루카 · 유미게타 아코 가입                                       | +1   | 14명 | 20.79     |
| 2023년 11월 29일    | 후쿠무라 미즈키 졸업                                                               | -1   | 13명 | 20.50     |
| 2024년 12월 6일     | 이시다 아유미 졸업                                                                 | -1   | 12명 | 21.33     |
| 2025년 7월 8일      | 이쿠타 에리나 졸업                                                                 | -1   | 11명 | 21.63     |

#### 역대 모닝구무스메。멤버 재적기간

##### 2025년8월시점의 재적기간 순위
| 순위 | 이름                                            | 기간                                         |
| ---- | ----------------------------------------------- | -------------------------------------------- |
| 1    | 이쿠타 에리나                                   | 2011년 1월 2일 - 2025년 7월 8일 (5301일)     |
| 2    | 이시다 아유미                                   | 2011년 9월 29일 - 2024년 12월 6일 (4817일)   |
| 3    | 후쿠무라 미즈키                                 | 2011년 1월 2일 - 2023년 11월 29일 (4714일)   |
| 4    | 오다 사쿠라                                     | 2012년 9월 14일 -                            |
| 5    | 미치시게 사유미                                 | 2003년 1월 19일 - 2014년 11월 26일 (4329일)  |
| 6    | 노나카 미키 · 마키노 마리아 · 하가 아카네       | 2014년 9월 30일 -                            |
| 7    | 니이가키 리사                                   | 2001년 8월 26일 - 2012년 5월 18일 (3918일)   |
| 8    | 다나카 레이나                                   | 2003년 1월 19일 - 2013년 5월 21일 (3776일)   |
| 9    | 사토 마사키                                     | 2011년 9월 29일 - 2021년 12월 13일 (3729일)  |
| 10   | 다카하시 아이                                   | 2001년 8월 26일 - 2011년 9월 30일 (3687일)   |
| 11   | 요코야마 레이나                                 | 2016년 12월 12일 -                           |
| 12   | 카메이 에리                                     | 2003년 1월 19일 - 2010년 12월 15일 (2887일)  |
| 13   | 이이다 카오리                                   | 1997년 9월 14일 - 2005년 1월 30일 (2702일)   |
| 14   | 이이쿠보 하루나                                 | 2011년 9월 29일 - 2018년 12월 16일 (2636일)  |
| 15   | 요시자와 히토미                                 | 2000년 4월 16일 - 2007년 5월 6일 (2576일)    |
| 16   | 야구치 마리                                     | 1998년 5월 3일 - 2005년 4월 14일 (2538일)    |
| 17   | 아베 나츠미                                     | 1997년 9월 14일 - 2004년 1월 15일 (2331일)   |
| 18   | 쿠도 하루카                                     | 2011년 9월 29일 - 2017년 12월 11일 (2265일)  |
| 19   | 키타가와 리오 · 오카무라 호마레 · 야마자키 메이 | 2019년 6월 22일 -                            |
| 20   | 카가 카에데                                     | 2016년 12월 12일 - 2022년 12월 10일 (2190일) |
| 21   | 미츠이 아이카                                   | 2006년 12월 10일 - 2012년 5월 18일 (1986일)  |
| 22   | 스즈키 카논                                     | 2011년 1월 2일 - 2016년 5월 31일 (1977일)    |
| 23   | 이시카와 리카                                   | 2000년 4월 16일 - 2005년 5월 7일 (1847일)    |
| 24   | 야스다 케이                                     | 1998년 5월 3일 - 2003년 5월 5일 (1828일)     |
| 25   | 오가와 마코토                                   | 2001년 8월 26일 - 2006년 8월 27일 (1827일)   |
| 26   | 사야시 리호                                     | 2011년 1월 2일 - 2015년 12월 31일 (1824일)   |
| 27   | 모리토 치사키                                   | 2017년 6월 26일 - 2022년 6월 20일 (1821일)   |
| 28   | 콘노 아사미                                     | 2001년 8월 26일 - 2006년 7월 23일 (1792일)   |
| 29   | 쿠스미 코하루                                   | 2005년 5월 1일 - 2009년 12월 6일 (1680일)    |
| 30   | 후지모토 미키                                   | 2003년 1월 7일 - 2007년 6월 1일 (1607일)     |
| 31   | 쯔지 노조미 · 카고 아이                         | 2000년 4월 16일 - 2004년 8월 1일 (1568일)    |
| 32   | 쥰쥰 · 링링                                     | 2007년 3월 15일 - 2010년 12월 15일 (1371일)  |
| 33   | 오가타 하루나                                   | 2014년 9월 30일 - 2018년 6월 20일 (1360일)   |
| 34   | 나카자와 유코                                   | 1997년 9월 14일 - 2001년 4월 15일 (1316일)   |
| 35   | 고토 마키                                       | 1999년 8월 22일 - 2002년 9월 23일 (1128일)   |
| 36   | 사쿠라이 리오                                   | 2022년 6월 29일 -                            |
| 37   | 이시구로 아야                                   | 1997년 9월 14일 - 2000년 1월 7일 (852일)     |
| 38   | 이노우에 하루카 · 유미게타 아코                 | 2023년 5월 23일 -                            |
| 39   | 이치이 사야카                                   | 1998년 5월 3일 - 2000년 5월 21일 (749일)     |
| 40   | 후쿠다 아스카                                   | 1997년 9월 14일 - 1999년 4월 18일 (588일)    |

#### 모닝구무스메。의 결성일에 대해
모닝구무스메。의 결성일에 대해서는 공식 자료와 매스미디어 보도 등에서 다른 날짜가 사용되는 경우가 있다. 이것은 '모닝구무스메。의 결성일'으로 해석할 수 있는 날이 여럿이기 때문으로 보인다. '모닝구무스메。의 결성일'로 해석할 수 있는 날은 다음과 같다.
- 1997년 8월 20일 - 그룹의 결성에 대해 실제로 멤버들에게 의사 확인을 한 날.

"모닝구무스메。5+3-1"(다카라지마사)에서는 이때를 "모닝구무스메。탄생의 순간"이라고 하였다.
- 1997년 9월 7일 - 그룹 결성이 발표된 날(8월 20일 녹화분의 ASAYAN 방송일). 공식 사이트와 공식 자료에서는 이날을 모닝구무스메。의 결성일이라고 하는 경우가 많다
- 1997년 9월 8일 - 프로듀서 층쿠♂가 '모닝구무스메'를 발안한 날('。'은 아직 붙지 않았다.).
- 1997년 9월 14일 - '모닝구무스메。'라는 그룹명이 결정되었다는 것이 공표된 날(ASAYAN 방송일).
- 1997년 11월 3일 - 5만 장 직접 판매 첫 날(인디즈 데뷔일).
- 1997년 11월 30일 - 5만 장 직접 판매를 달성하여 메이저 데뷔가 결정된 날.

"모닝구무스메。×층쿠♂"(소니 매거진즈)에서는 결성시의 멤버 재적 기간을 이날부터 세고 있다.
- 1998년 1월 28일 - 메이저 데뷔일.

한편 층쿠♂의 모닝구무스메。탄생 10년 기념대에 대한 코멘트에 "모닝구무스메。는 1997년 9월 8일에 후지테레비의 어느 대기실에서 내가 명명할 때에 혼이 들어갔다"라는 부분과 "2007년 11월 3일이 10살 생일"(즉 결성일은 1997년 11월 3일)이라는 부분이 있다.
또한, 이 외에 CD 판매 관련 사이트와 자료와 매스미디어 등에서는 인디즈 데뷔일을 모닝구무스메。가 시작된 날이라고 하는 경우가 많다.

#### 추가 멤버의 가입일에 대해
추가 멤버의 가입일에 대해서도 공식 자료와 매스미디어 보도에서 다른 날짜를 사용하는 경우가 많다. 이것도 결성일과 마찬가지로 '가입일'이라고 해석할 수 있는 날이 여럿이기 때문이다.
'가입일'이라고 해석할 수 있는 날은
1. 가입이 실제로 결정된 날
2. 가입이 본인에게 전달된 날
3. 가입이 공표된 날(합격이 발표된 방송의 방영일)
4. 처음으로 합류한 콘서트 등의 날
5. 처음으로 참가한 CD 발매일

등이 있다. 이 중에서 1, 2에 대해서는 공표되지 않은 것이 많기 때문에 통상적으로 3 이후의 것 가운데 하나를 가입일로 보고 있다. 공식 자료에서는 가입이 공표된 날을 가입일로 보는 것이 많다.
가입이 나중이 되면 될수록 합격 발표로부터 합류까지의 기간이 길어지는 경향이 있다. 이것은 나중이 되면 될수록 콘서트에 출연했을 때에 외워둘 필요가 있는 곡이 많아지는 등의 사정 때문으로 보인다. 또한, 합격 발표로부터 콘서트 투어에 본격적으로 합류하기까지의 사이에 '공개회' 성격으로, 본격 합류하기 이전의 콘서트(하나 전의 콘서트 최종 공연 등)에 인사만을, 혹은 한 곡에만 참가하기 위해 나오는 경우가 있다. 6기 멤버 이후는 그 사이에 팬클럽 전원을 대상으로 한 악수회를 열고 있다. 이러한 상황상, 새 멤버가 참가한 날 이후에 릴리즈한 CD와 사진집에 새 멤버가 참가하지 않은 경우가 종종 있다. 또한 텔레비전 방송의 녹화도 첫 참가 CD곡 공개까지는 별도로 행동하는 경우가 많다. 그 중에서도 2001년 10월 13일 방송된 '메챠×2이케테루!' (후지테레비 계열) 내의 코너 '사립 오카무라 여자 고등학교'의 수학 여행 기획에서 5기 멤버가 참가하지 않은 것과 2003년 4월 5일에 방송된 이 방송의 기말시험 기획에 6기 멤버가 참가하지 않은 것도 첫 참가 CD곡 공개를 위한 TV 출연보다 이전이기 때문으로 보인다.
| 기                                   | 공표일           | 공개회일         | 콘서트 정식 합류일 | 첫 참가 CD 발매일 |
| ------------------------------------ | ---------------- | ---------------- | ------------------ | ----------------- |
| 2 (야스다, 야구치, 이치이)           | 1998년 5월 3일   | -                | 1998년 7월 12일※1  | 1998년 5월 27일   |
| 3 (고토)                             | 1999년 8월 22일  | 1999년 8월 23일  | 1999년 9월 19일    | 1999년 9월 9일    |
| 4 (이시가와, 요시자와, 쯔지, 카고)   | 2000년 4월 16일  | -                | 2000년 5월 20일    | 2000년 5월 17일   |
| 5 (다카하시, 콘노, 오가와, 니이가키) | 2001년 8월 26일  | -                | 2001년 10월 21일※2 | 2001년 10월 31일  |
| 6 (후지모토)                         | 2003년 1월 7일   | 2003년 5월 5일   | 2003년 5월 31일※3  | 2003년 7월 30일   |
| 6 (카메이, 미치시게, 다나카)         | 2003년 1월 19일  | 2003년 5월 5일   | 2003년 7월 19일    | 2003년 7월 30일   |
| 7 (쿠스미)                           | 2005년 5월 1일   | 2005년 5월 6일   | 2005년 7월 10일    | 2005년 7월 27일   |
| 8 (미츠이)                           | 2006년 12월 10일 | 2007년 1월 27일  | 2007년 3월 17일    | 2007년 2월 14일   |
| 8 (쥰쥰, 링링)                       | 2007년 3월 15일  | 2007년 5월 6일   | 2007년 7월 15일    | 2007년 7월 25일   |
| 9 (후쿠무라, 이쿠타, 사야시, 스즈키) | 2011년 1월 2일   | 2011년 1월 2일   | 2011년 4월 3일     | 2011년 4월 6일    |
| 10 (이이쿠보, 이시다, 쿠도, 사토)    | 2011년 9월 29일  | 2011년 9월 29일  | 2012년 1월 2일※4   | 2012년 1월 25일   |
| 11 (오다)                            | 2012년 9월 14일  | 2012년 9월 15일  | 2013년 1월 2일     | 2013년 1월 23일   |
| 12 (오가타, 노나카, 마키노, 하가)    | 2014년 9월 30일  | 2014년 9월 30일  | 2015년 1월 2일     | 2015년 4월 15일   |
| 13 (카가, 요코야마)                  | 2016년 12월 12일 | 2016년 12월 12일 | 2017년 1월 2일     | 2017년 3월 8일    |
| 14 (모리토)                          | 2017년 6월 26일  | 2017년 6월 26일  | 2017년 7월 15일    | 2017년 10월 4일   |
| 15 (키타가와, 오카무라, 야마자키)    | 2019년 6월 22일  | 2019년 6월 22일  | 2019년 7월 13일    | 2020년 1월 22일   |
| 16 (사쿠라이)                        | 2022년 6월 29일  | 2022년 6월 29일  | 2022년 7월 10일    | 2022년 12월 21일  |
| 17 (이노우에, 유미게타)              | 2023년 5월 23일  | 2023년 6월 26일  | 2023년 8월 23일※5  | 2023년 8월 30일※6 |

※1 : 모닝구무스메。로서의 첫 콘서트의 날이며, 초기 멤버에게도 첫 콘서트이기 위해 엄밀하게는 "이 날부터 합류했다."라고 하는 표현은 이상하다고 말할 수 있다.

※2 : 콘노 아사미만 TV 프로그램 녹화 중의 사고(우타방 사고)때문에 이 날은 인사만 하였다. 곡에 합류한 것은 2001년 11월 3일부터이다.

※3 : 뮤지컬 '江戸っ娘。忠臣蔵' 첫 날. 통상의 콘서트 합류는 다른 6기 멤버와 같은 2003년 7월 19일부터이다.

※4 : 다만 이것보다 전인 2011년 11월 23일에 "헬로! 프로젝트 모베키마스 싱글 'ブスにならない哲学' 발매 기념 이벤트"의 곡 공개에 참가하고 있어(레코딩은 불참가), 모닝구무스메。로서 'LOVEマシーン' 등 10기 가입 전의 레퍼토리를 수 곡 공개하고 있다.

※5 : 릴리스 이벤트에서의 경우. 다만, 콘서트 투어에서의 첫 참가는 2023년 9월 30일(본래의 콘서트 투어에서의 첫 참가는 동년 9월 17일로 되어 있었지만 당일, 이노우에, 유미게타가 각각 신종 코로나 바이러스에 감염되었기 때문에 이러한 결과가 되었다).

※6 : CD 앨범에서의 경우. 단, CD 싱글에서의 첫 참가는 2023년 10월 25일.

### 가입 · 탈퇴(졸업)를 반복하는 그룹 편성
"모닝구무스메。는 가입과 탈퇴(졸업)를 반복하면서 진화해 가는 그룹이다."라는 공식적인 발표가 있었다. 이러한 멤버 변경을 반복하면서 그룹을 존속시켜 나가는 방법은 푸에르토리코의 아이돌 그룹 메누드를 참고한 것이며, 결성에 깊이 관여한 음악 평론가 후쿠다 이치로가 제안하여 그룹을 편성했다고 공식적으로 발표되었다. 하지만 1997년부터 1999년경에 출연한 텔레비전 방송 내의 상황, 방송 내에서의 층쿠♂와 멤버의 발언, 콘서트 MC와의 모순점도 있어, 1997년 결성 당시부터 가입과 탈퇴(졸업)을 반복하는 시스템을 고려하였는지 혹은 그 시스템이 결성 당시부터 확립되어 있었는지는 명확하지 않은 점이 많다.
- 나중에 층쿠가♂ "모닝구무스메。는 그 해(1998년) 홍백에 나온 후 해산시킬 예정이었다."라고 한 점(“모닝구무스메。×층쿠♂”에서의 인터뷰 등).
- 메이저 데뷔 조건이었던 CD 5만 장 직접 판매에 실패했을 때, 멤버의 추가 탈퇴가 없는 채로 바로 해산될 가능성이 있었던 점(자세한 사항은 아래의 모닝구무스메。 역사 참고).
- 그룹명 후보에 제1기 멤버의 속성에서 연상되는 이름(都道府 또는 87)이 거론되었던 점. 멤버 교체를 전제로 하고 있다면 그러한 이름은 후보로서 거론될 수 없다(자세한 사항은 아래의 모닝구무스메。 그룹명의 유래 참고).
- 1997년부터 2000년의 모닝구무스메。 오디션과 활동을 다큐멘터리 풍으로 추적한 텔레비전 프로그램 "ASAYAN"에서 후쿠다 이치로가 위 제안을 하는 장면이 방송되지 않았던 점(자세한 사항은 아래의 모닝구무스메。 역사 참고).
- 멤버가 가입 · 탈퇴를 단 한 번뿐이라고 생각한다는 발언이 있었고, 사무소와 스탭으로부터 반복되는 그룹이라는 설명을 받지 않은 점(후쿠다 아스카 탈퇴 발표 후에 출연한 1999년 3월 23일 방송된 "우타방"(TBS 계열)에서 사회자 이시바시 타카아키가 멤버 충원을 하느냐는 질문에 나카자와는 "안하지 않을까요", 아베는 "늘지 않을 거라고 생각해요"라고 대답한 점).
- 이 사실이 2003년 11월 후쿠다 이치로의 고별식 회장에서 발표되어, 발표가 늦었던 점.

그러나 이에 대해 사무소의 선배이기도 한 다나카 요시타케가 자신의 블로그에 KAN과 모리타카 치사토의 히트 비화와 함께 당시의 에피소드로서 소속 사무소 사장 (당시) 야마자키 나오키의 지시에 따라 메누드를 참고하여 그룹을 결성하였다고 하는 경위가 게재되어 있고, ASAYAN은 모닝구무스메。의 PR을 위한 방송에 지나지 않았기 때문에 소속 사무소가 모든 정보를 이 방송에 제공했을까 하는 의문이 있다. 또한 이 방송은 과장 연출이 많다고 알려져 있기 때문에 이러한 방송에서의 발언도 연출에 지나지 않는다는 의견이 많다. 실제로 당시에 방송되었던 내용과 멤버들이 실제로 경험한 것에 차이가 있는 것은 1999년에 출판되었던 이 방송의 공식북인 "모닝구무스메。5+3-1"에 밝혀져 있다. 후쿠다 이치로는 음악평론가이며 작가가 본직이기 때문에 탤런트와는 달리 미디어 노출도 당연히 적으며, 야마자키 등 소속사 상층부의 출연도 전혀 없었던 것처럼, 이 방송에 출연한 것은 프로젝트에 관련된 모든 사람이 아닌, 관계자 중 극히 일부인 것은 틀림없다. 따라서 후쿠다 이치로가 이 방송에 출연하지 않았다는 이유만으로 관계성을 부정할 수는 없다. 그리고 메이저 데뷔 불과 3개월 후에 2기로서 신멤버를 추가로 가입시킨 사실을 고려하면, 늦어도 이 시점에서 멤버의 증가를 고려한 그룹 편성이 있지 않았을지 추측할 수 있다. 또한 이 사실이 발표된 상황도 후쿠다 이치로의 고별식이라는 엄정한 장소라는 점에서 신빙성이 높고, 고인의 앞에서 졸업 & 현역 멤버 전원이 "LOVEマシーン"을 공개한 점, 나카자와 유코가 밝힌 비화 등, 후쿠다 이치로가 모닝구무스메。와 깊은 관련이 있었던 것은 틀림없다.
어쨌든 예상외로 탈퇴한 멤버(후쿠다, 이시구로, 이치이)를 보충하는 명목으로 이 방송에 계속해서 나오게 된 영향은 크다. Say a Little Prayer나 Dos(음악유닛) 등, 마찬가지로 이 방송 출신의 그룹과 아티스트는 모닝구무스메。 메이저 데뷔 이전에 데뷔했었지만 데뷔 후에 이 방송에서 멀어짐에 따라 CD 등의 매상이 저하되고, 최종적으로 활동 정지, 해산에 이르게 된 경우도 있다. 이에 비해 추가 오디션을 여는 것으로 《꿈의 오디션 버라이어티》를 표방하는 이 방송에 지속적으로 출연할 수 있었던 것이 방송 내에서의 PR 등 이후의 활동에 유리하게 작용하였다고 할 수 있다.

### 다카라즈카 가극단과의 비교 고찰
공식적인 자리에서도 관련성이 지적되는 대상으로서, 멤버 교체를 반복하면서 존속하는 그룹이라는 점에서 다카라즈카 가극단(이하 다카라즈카)과의 유사성을 들 수 있다. 일본 연예계에 있어 멤버 교체를 반복하면서 우수한 엔터테인먼트를 제공하며 스타를 배출해 가는 집단으로서 다카라즈카는 철벽의 지위를 자랑하며, 같은 여성 그룹이라는 공통점도 있기 때문이다. 거기에 2003년 4월 방송된 "엔타의 신"(니혼테레비 방송)에서 모닝구무스메。와 다카라즈카가 함께 "Mr.Moonlight ~愛のビッグバンド~"를 부르는 꿈의 공연을 가졌을 때에, 층쿠♂와 안무가인 나츠 마유미가 작곡과 안무에서 다카라즈카를 의식한 부분이 있다고 밝혔다. 이 방송에서는 모닝구무스메。가 자주 행하는 단차가 있는 스테이지에서의 퍼포먼스는 원래 다카라즈카가 대계단에서 행하는 것이라는 것도 밝혀졌다. 또한 그룹에 들어오는 사람을 그 시기에 따라 '기(期)'라고 불러 나누는 방식과 그룹을 복수의 사쿠라구미와 오토메구미 등의 '구미(組)'로 나누어 활동시키는 방식도 다카라즈카와 공통된다. 그리고 다카라즈카의 퇴단은 많은 매스미디어가 관심을 가지고 보도하기 때문에 그러한 부분도 공통점이다. 또한, 2006년 8월에 모닝구무스메。 및 헬로! 프로젝트가 다카라즈카와 함께 테즈카 오사무 원작 《리본의 기사》를 뮤지컬화했을 때도 뮤지컬 구성을 담당한 다카라즈카 연출가 기무라 신시가 "모닝구무스메。와 다카라즈카는 비슷한 분위기를 가지고 있다"라고 말했다.
하지만 결성부터 "ザ☆ピ～ス!"(2001년)의 히트기까지는 다카라즈카와의 유사성에 대해 거론된 적은 없었다. 아래와 같이 '기'와 '구미'는 2002년 이후에나 볼 수 있다.
- 1998년 5월에 가입한 제2기 멤버와 1999년 9월에 가입한 고토 마키(제3기 멤버)는 단순히 '새 멤버' 혹은 '추가 멤버'라고만 불렸으며, 또한 2000년 4월 가입한 제4기 멤버는 “제3차 추가 멤버”라고 불렸으며, 2001년 8월에 가입한 제5기 멤버도 가입 당시에는 '새 멤버'라고 불렸다. '기'라고 불린 것은 2002년에 모집된 제6기부터이며, 그 시점부터 거슬러올라가 1기부터 5기라고 불리게 되었다.
- 여러 그룹(유닛)으로 나누어서 하는 활동도, 모닝구무스메。의 메이저 데뷔와 같은 해에 탄포포로 시작되어 후에 풋치모니, 미니모니。로 계속되었다. 거기에는 이름에 '구미'를 붙이지 않았다.
- 2000년에서 2001년 당시 아베 나츠미는 유닛에 소속되지 않았고, 야구치와 카고는 두 개의 유닛에 참가, 나카자와 유코는 솔로로도 활동을 시키는 등 전원을 균등하게 그룹 분할을 시킨 것도 아니었다.
- 균등하게 그룹을 분할하여 '구미'로 나누어 활동한다고 발표한 것은 2003년 1월 28일부터이다.

## 그룹명의 유래
모닝구무스메는 '모닝세트처럼 득을 보는 기분으로 즐기는 유닛'이라는 뜻이다.
처음 결성 당시에는, 그 외에도 '87'(전원의 나이를 더해서), '도도부(都道府)', '타코야키 시스터즈', '모닝구서비스', '모닝구파이브' 등을 고려했었다. '모닝(세트)'은 '바이킹(부페)'에서 따온 것이기 때문에 '바이킹무스메。'로 정해졌을 가능성도 높았지만 최종적으로 '모닝구무스메'로 결정되었다.

### '모닝구무스메。'의 '。'에 대해
- 처음 층쿠♂가 명명했을 때는 '。'가 붙지 않았다. 하지만 당시 ASAYAN에서는 화면에 표시되는 자막의 대부분에 '。'를 붙였기 때문에, 유닛명 발표시(1997년 9월 14일 방송)에도 스테이지상의 화면에 '유닛명은 모닝구무스메。'로 표시되었다. 그걸 본 사회자 오카무라 타카시가 "질문이 있는데 모닝구무스메의 뒤에 '。'가 붙어 있네요. … 저 '。'는 붙어 있는 건가요?"라고 물어보자, 상대방인 야베 히로유키가 "잠깐 기다려주십시오. (무대 뒤를 보면서) 제가 의견을 내도 될까요? 아 그렇습니까? (정면을 돌아보며) 저 '。'는 ··· 필요합니다!'라고 하였기 때문에  '。'가 붙은 것이 정식 표기가 되었다. 그 후 감상에서, 한자 그룹명을 희망하던 당시 멤버 후쿠다 아스카가 "한자도, '동그라미'도 들어가니 이득이네요~"라고 발언하였다.
- TBS 계열 음악방송 "우타방"에서 '。'에 대해 물어봤을 때, 멤버들 대부분이 필요없다고 답하였다. 하지만 나카자와 유코의 생일(26세) 전에 출연한 후지 텔레비전의 버라이어티 방송 "해피 버스데이!"(1999년 6월 13일 방송)에서, 안자이 카츠히로에게 성명관상에서 "'。'가 붙음으로써 획수가 23획이 되어 이상적인 그룹명이 되었다."라는 말을 들은 후 긍정적인 발언을 하게 되었다. "。"가 없는 22획으로는 그룹이 분열된다고 하였기 때문에 나중에 다른 방송에서 당시 리더인 나카자와 유코가 "'。'는 중요"하다고 밝혔다.
- 심볼마크도 더블엠(이중으로 된 소문자 'm')에 '。'가 붙은 모습으로, 상표등록된 영어 정식 명칭도 'Morning Musume。'로 '。'가 붙어 있다.
- 모닝구무스메。와 헬로! 프로젝트에 관련된 그룹명, 유닛명, 프로그램명 등에도 '。'가 붙어 있는 것이 많다('컨트리무스메。', '코코넛무스메。', '미니모니。', '에코모니。', '하로! 모닝구。', '모。타이헨데시타', '에어모니。', '모닝구캅。', '에돗코。츄신구라' 등).
- 단어에 구두점을 포함한 것이 모닝구무스메。가 처음은 아니지만 미디어에 그룹명이 자주 언급됨에 따라, 일본어의 파괴 혹은 그것을 널리 퍼뜨린 계기로서 거론되는 경우도 있다.

### '모무스。'라는 약칭 표현에 대해
- 멤버(특히 초기 멤버)들은 자신들의 그룹을 '모닝구' 혹은 '무스메'라고 부르는 경우가 많다. 그리고 멤버에 관계없이 자신들을 '모무스'로 부르는 것은 대본에 강제되어 있는 경우를 제외하고는 없다. 팬들도 동조하여 '모무스'라고는 기본적으로 부르지 않는다.
- '모무스。'라는 표기 자체는 처음에 팬들과 매스미디어가 사용하기 시작한 호칭이지만, 소속 사무소에 의해 상표등록되어있으며, 영화 "핀치러너"의 캐치카피로서 "모무스。, 달린다!"로 사용되는 등 현재는 사무소 측도 인정하고 있다.
- '모무스。'라는 표기가 일반적으로 사용되게 된 이후에 팬이 된 사람은 그다지 거부감없이 '모무스。'라는 표기를 사용하기도 한다.
- 모닝구무스메。의 열광적인 팬을 '모오타'라고 부른다. 이 모오타는 그녀들을 モー娘。(모무스) 가 아닌 娘。(무스메)라고 부르는 경우가 많다. 반대로 '모닝구무스메。'에 대해 잘 모르는 사람들은 '모무스메'라고 부르기도 한다.
- 'モーニング娘。'와 'Morning Musume。' 및 'モー娘。'는 모두 주식회사 업프런트 그룹의 등록상표(상표등록 제4555529호 · 제4566621호 · 제4555530호)이며 등록 호칭은 '모닝구무스메' 및 '모무스메'('모무스'가 아닌 점에 주의)이다. 존속 만료일은 2012년 (단 갱신 가능).

## 특징
여기에서는 모닝구무스메。에서만 볼 수 있는 현상에 대해 기술한다.

### 교육 담당
모닝구무스메。에는 '교육 담당'라는 명목으로, 선배가 후배를 지도하는 관례가 있다. 그 중에서도 3, 4기 멤버는 ASAYAN에서 교육지도 모습이 방송되었다.
- 2기 멤버

교육 담당 제도는 없었다. 단지 ASAYAN에서는 나카자와가 꾸짖는 모습이 방송되었다.
- 3기 멤버

이치이→고토
- 4기 멤버
  - 야스다→이시카와 (테마 : 노래)
  - 야구치→요시자와 (테마 : 표현력)
  - 이이다→쯔지 (테마 : 리듬)
  - 고토→카고 (테마 : 인사, 예의)
- 5기 멤버

교육 담당 제도는 없다.
2001년 11월 2일에 방송된 뮤직 스테이션에서 5기 멤버 첫 등장시에 요시자와→다카하시, 이시카와→오가와, 아베→콘노, 야구치→니이가키 라는 구성으로 신멤버를 소개했기 때문에 이 구성이 교육 담당이라고 불린 적도 있었지만, 후에 멤버들이 발언을 통해 명확히 부정하였다.
- 6기 멤버

5기와 같이 교육 담당 제도는 없다.
교육 담당이라고는 불리지 않았지만 대신 '6기 멤버와, 교체로 졸업하는 야스다가 6기 멤버에게 모닝구무스메。의 정신을 전해준다'라는 기획이 2003년 5월 11일 하로모니(테레비도쿄 계열)에서 방송되었다.
- 7기 멤버

미치시게→쿠스미
- 8기 멤버

중국인 유학생 멤버로 쥰쥰, 링링이 가입하였다.
2008년 4월 25일 방송의 음악전사 MUSIC FIGHTER에서 "쥰쥰은 지각이 많기 때문에 매니저가 카메이나 다나카를 교육 담당으로 하는 것을 검토하고 있다"라고 다나카가 밝혔다.
- 9기 멤버

'교육 담당은 없다'는 발언을 미츠이가 한 적이 있다.
- 10기 멤버

미츠이
- 11기 멤버

불명
- 12기 멤버

이이쿠보
(감시역으로 이쿠타)
- 13기 멤버

쿠도
- 14기 멤버

겸임 멤버이기 때문에 교육 담당은 없다.
- 15기 멤버

카가, 요코야마
- 16기 멤버

노나카

### 메인 파트 · 센터 포지션
초기 악곡이 메인 (주선율) 과 하모니로 구성된 점으로부터 "ASAYAN"에서 메인 파트 논쟁이 문제되었다. "LOVEマシーン" 이후의 릴레이 식 가창에서도 후렴부 가창을 중심으로 하여 가창 파트가 많은 메인과 그 외로 구별할 수 있다.
인수의 증가에 따라 가창의 중심에 있는 “메인”과 함께, 자켓 사진과 댄스 퍼포먼스 위치의 중심 (센터 포지션) 에 있는 “센터”도 주목받게 되었다. 메인과 센터가 반드시 일치하는 것은 아니다. 메인과 센터를 한번도 경험하지 못하고 모닝구무스메。를 졸업한 멤버도 많다.
메인과 센터에 대해 공식 발표된 적도 있지만 대부분의 경우 공식 발표되지 않았기 때문에, 누가 보더라도 명확한 경우도 있는 반면, 누가 메인이며 센터인지 확실하지 않아 의견이 나뉘는 경우도 많다.

### 그룹 내 유닛, 렌탈
모닝구무스메。는 그룹 내 유닛으로서의 '탄포포', '풋치모니', '미니모니。' 등의 활동도 활발했다.
애초에 이 그룹 내 유닛은, 결성부터 계속 메인 가창을 맡아 온 아베 나츠미에 대해 코러스 담당이었던 이이다 카오리와 이시구로 아야의 가창력을 살리기 위해, 무스메。내 유닛인 탄포포가 발안되어 결성된 것이 시작이다. 추가 멤버 세명 중에서는 목소리의 상성을 중시하여 야구치 마리가 선발되었다. ASAYAN 기획으로서도 주목을 모았으며 "멤버의 개성을 높여 모닝구무스메。에 환원한다"라는 순환의 성공 사례가 되었다.
이 그룹에 이어, 풋치모니가 결성되어, 모닝구무스메。에 이은 밀리언셀러가 된다. 그에 이은 미니모니。는, 헬로! 프로젝트에서 미카 토드를 맞이하여 성공한다. 이 방향성을 더욱 모아서, 모닝구무스메。의 멤버를 기존의 하로프로 유닛에 가입시키는 렌탈도 개시한다.
2002년의 유닛 개편(탄포포, 풋치모니, 미니모니。의 멤버 교체. 각 항목 참조)은 각각의 팬들로부터 반발을 사게 된다. 그 결과 개편 후 탄포포는 싱글 1장, 풋치모니는 싱글 발매 없이 활동 중지 상태가 된다. 미니모니。도 개편 후의 노선 변경을 전후로 매상이 반감, 2004년 5월에 미카의 졸업을 기해 활동을 정지하게 된다.
2001년에 시작된 컨트리무스메。를 모닝구무스메。의 멤버로 렌탈하였다. 먼저, 이시카와 리카가 시작했으며, 2003년에 콘노 아사미와 후지모토 미키를 렌탈 교체했다. 그리고, 2004년 이후에는 활발한 활동이 없었다.

## 주요 기록

### 오리콘 기록
싱글
모닝구무스메。는 여성 그룹으로써 아래 오리콘 싱글 주요 4부분에서 최고 기록을 독점하고 있다.
- 여성 그룹 싱글 CD 오리콘 1위 횟수 : 20개

2003년 4월 발매한 18번째 싱글 《AS FOR ONE DAY》로 그전까지 1위였던 핑크레이디와 동률을 기록하였고, 2006년 11월 발매한 31번째 싱글 《歩いてる》로 핑크레이디를 제치고 단독 1위가 되었다. 2022년 12월 발매의 71번째 싱글 《Swing Swing Paradise／Happy birthday to Me!》로 자신의 기록을 갱신하는 20작품의 선두 획득이 되었다.
- 여성 그룹 싱글 CD 오리콘 1위 연속기록 년수 : 6년 (1998년 ~ 2003년)

1998년 9월 발매한 3번째 싱글 《抱いてHOLD ON ME!》로 기록이 시작되어, 2000년 1월 8번째 싱글 《恋のダンスサイト》로 그전까지 1위였던 핑크레이디와 프린세스 프린세스가 가지고 있던 3년 연속과 동률을 기록하였다. 2001년 8월 발매한 12번째 싱글 《ザ☆ピ～ス!》로 단독 1위를 달성하여, 2003년 4월 발매한 18번째 싱글 《AS FOR ONE DAY》로 6년 연속 지속되었으나 2004년에 발매한 싱글 CD 중 오리콘 1위를 달성한 곡이 없었기 때문에 기록이 중단되었다.
- 여성 그룹 싱글 CD 오리콘 탑10 횟수 : 71개 싱글 모두 (역대 최다)

2002년 11월에 발매한 15번째 싱글 《Do it! Now》로 그전까지 1위였던 MAX 및 Wink와 동률을 달성하였고, 16번째 싱글 《ここにいるぜぇ!》로 단독 1위를 달성하였다. 이 탑10 34회 기록은 솔로 아티스트도 포함한 여성 아티스트 부분에서는 역대 단독 2위가 된다(1위는 하마사키 아유미의 43회). 33번째 싱글 《悲しみトワイライト》로 코이즈미 쿄코 및 아무로 나미에와 동률을 달성하였고, 34번째 싱글 《女に 幸あれ》로 역대 단독 2위로 뛰어올랐다. 또, 데뷔로부터 40작 연속 탑10 진입은, 2006년 10월 23일자의 SMAP 이래, 오리콘 사상 2그룹째의 쾌거. 이 44작은 솔로 아티스트도 포함한 여성 아티스트 부문에서는 역대 단독 2위가 되었다(1위는 하마사키 아유미의 48작). 49번째 싱글 《恋愛ハンター》로 하마사키 아유미의 48작을 넘어 49작 연속 탑10 진입에 성공하여 이 부문 역대 1위를 달성하였고, 50번째 싱글 《One・Two・Three／The 摩天楼ショー》로 사상 첫 50번째 작품이 된 오리콘 톱 10에 달성했다. 2015년 12월 발매의 60번째 싱글 《冷たい風と片思い/ENDLESS SKY/One and Only》로 60작의 대합을 달성하였으며, 현재도 계속되고 있다.
- 여성 그룹 싱글 CD 오리콘 탑10 연속기록 년수 : 21년 (역대 최장)

1998년 1월 데뷔 싱글 《モーニングコーヒー》로 기록이 시작되어, 2003년 2월 17번째 싱글 《モーニング娘。のひょっこりひょうたん島》로 그전까지 1위였던 MAX의 6년 연속 기록과 동률을 달성하였고, 2004년 2월에 발매한 21번째 싱글 《愛あらば IT'S ALL RIGHT!》로 단독 1위를 달성하였다. 2010년 2월 발매한 42번째 싱글 《女が目立って なぜイケナイ》로 13년 연속을 기록하였으며, 현재도 계속되고 있다.
- 여성 그룹의 싱글 CD 오리콘 판매량은 모닝구무스메。가 1위였지만 2012년 1월자로 AKB48의 총 싱글 판매량이 1178.7만에 도달하여 1174.7만장을 기록 중이던 모닝구무스메。는 2위로 밀려났다.

그 밖에 아래와 같은 기록이 있다.
- 여성 그룹 싱글 CD 오리콘 탑5 회수 : 57개 (역대 여성 그룹 최다 & 방악 역대 3위)

전 싱글 중에서 오리콘 탑5에 들어가지 않았던 것은 1998년 1월 발매의 데뷔 싱글 《モーニングコーヒー》와 2007년 11월 발매의 35번째 싱글 《みかん》과 2010년 11월 발매의 44번째 싱글 《女と男のララバイゲーム》의 6위가 최저 순위이며, 이외의 악곡 57 작품은 모두 탑5에 랭크 인 하고 있다.
- 여성 그룹 싱글 CD 오리콘 탑5 연속기록 : 33개

1998년 5월 발매된 2번째 싱글 《サマーナイトタウン》에서 기록이 시작되어, 2007년 7월 발매된 34번째 싱글 《女に 幸あれ》까지 계속됐다. 그러나 35번째 싱글 《みかん》이 최고 순위 6위를 기록하면서 기록이 중단된다.
- 여성 그룹 싱글 CD 오리콘 연속 톱3 획득 년수 : 21년

1998년 9월 발매한 3번째 싱글 《抱いてHOLD ON ME!》로 기록이 시작되어, 2018년 6월 발매의 65번째 싱글 《Are you Happy?／A gonna》로 기록을 21년 연속으로 늘려, 현재도 기록을 갱신 중.
- 여성 그룹 싱글 CD 오리콘 10년대 1위 : 3회

1990년대의 《抱いてHOLD ON ME!》와 《LOVEマシーン》, 2000년대의 《ハッピーサマーウェディング》,《I WISH》 등 9작, 2010년대의 《Help me!!》 등 3작이 1위를 기록하면서 3개의 10년대 싱글 1위 기록을 보유하게 되었다. 여성 그룹으로서의 3개의 10년대 싱글 1위 기록은 최초의 기록이며, 여성 솔로 아티스트를 포함해도 나카지마 미유키, 하마사키 아유미에 이은 3번째 기록이다.
앨범
앨범에 대해서 아래의 2 부문에서 최고 기록을 가지고 있다.
- 여성 그룹 앨범 탑10 연속기록 년수 : 10년 (1998년 ~ 2007년)

1998년 7월 발매된 첫 앨범 《퍼스트 타임》에서 기록이 시작되어, 2007년 3월 발매된 8번째 앨범 《SEXY 8 BEAT》로 달성했다.
- 여성 그룹 앨범 통산 탑10 획득 작품수 : 13개 (역대 1위와 동률)

1998년 7월 발매된 첫 앨범 《퍼스트 타임》에서 기록이 시작되어, 2019년 3월 발매된 《베스트! 모닝구무스메 20th Anniversary》로 프린세스 프린세스와 동률을 기록하였다.
그 외의 기록
- 음악 DVD 부문 오리콘 1위 횟수 : 13회
- 음악 DVD 총매상 매수 기록 : 227판매 (역대 2위)

2010년 4월 19일자로 아라시에 뽑아질 때까지는 역대 1위였다.

### 세계 기록
- 《1개 점포에서의 동일 CD 1일 판매고》 세계 기록 : 15,612매(1997년 11월 3일 오사카시 HMV 신사이바시점 《愛の種》 직접 판매 이벤트에서)

### NHK 홍백가합전
- 여성 그룹으로써 최다 출연 : 10회 (1998년 ~ 2007년)
- 여성 그룹으로써 최대 인원수 : 19명 (2005년 제56회)
  - 이 기록은, 백조(白組)도 포함하는 경우 1996년 제47회의 "米米CLUB(고메고메클럽)"과 동률이다. 또한, 이 19명이라는 인원수는 홍백전을 위한 특별 편성이었으며, 일반 활동을 하는 편성이었다면 2003년 제53회의 15명이 최대 인원수가 되지만, 이 인원도 여성 그룹으로써는 최대 인원이다.
- 최다 첫 출연(3회) : 고토 마키(모닝구무스메。, 고토 마키, DEF.DIVA)(1999년 제50회, 2003년 제54회, 2005년 제56회), 후지모토 미키(후지모토 미키, 모닝구무스메。, GAM)(2002년 제53회, 2003년 제54회, 2006년 제57회)
- 헤이세이 원년(1989년)에 태어난 가수 첫 출연 : 다나카 레이나, 미치시게 사유미(2003년 제54회)
  - 2007년 제58회에 Berryz코보, ℃-ute(큐트), AKB48가 출연하기 전까지는 위 2명에 쿠스미 코하루를 포함한 3명 외에 다른 헤이세이 원년에 태어난 가수는 출연하지 않았다.

### 수상 음악상
- 일본 골드 디스크 대상 7년 연속 (1998년 ~ 2004년)
- 제13회 일본 골드 디스크 대상 “뉴 아티스트 오브 더 이어” (1999년)
- 제14회 일본 골드 디스크 대상 “송 오브 더 이어” (ちょこっとLOVE・LOVEマシーン・恋のダンスサイト) (2000년)
- 제15회 일본 골드 디스크 대상 “송 오브 더 이어” (ハッピーサマーウェディング) (2001년)
- 베스트 히트 아티스트 8년 연속 (1998년 ~ 2005년)
- 제40회 일본 레코드 대상 “최우수 신인상” (抱いて HOLD ON ME!) (1998년)
- 제41회 일본 레코드 대상 “우수 작품상” 및 "작곡상" （LOVEマシーン） (1999년)
- 제42회 일본 레코드 대상 “우수 작품상” (恋のダンスサイト) 및 "특별상" (2000년)
- 제44회 일본 레코드 대상 “특별상” (Hello! Project로서 수상) (2002년)
- 제36회 골든 애로상 “음악신인상” (1998년)
- 제37회 골든 애로상 “음악상” (1999년)
- 제31회 전일본유선방송대상 “신인상” (1998년)
- 제32·33회 일본유선대상 “유선음악우수상” (1999년 · 2000년)
- 제24회 일본 아카데미상 “신인 배우상” 및 “화제상”(핀치런너) (2001년)
- 빌보드 재팬 뮤직 어워드 2013 "야마토하우스 공업 주식회사 특별상" (2013년)

## 그 외
- 전체적으로 키가 큰 멤버가 적고, 역대 멤버 중에서 신장 160 cm 이상인 사람은 이시구로 · 이이다 · 요시자와 · 미치시게 · 쿠스미 · 쥰쥰 등 여섯 명뿐(고토 마키도 160 cm 전후로 보이지만, 공식적으로 발표되지는 않았다). 최대 신장차는 이이다와 야구치의 24 cm 차.
- 중학생 멤버는 금발, 피어스는 금지. 중학생 때에 피어스를 한 것은 고토와 다나카 두 명 모두 오디션 때. 이시구로는 귀 외에 코에도 피어스를 하였다.
- 2003년 6월 3일, 요코하마시와 일본연극흥행협회가 구조개혁특구의 하나로써 오후 10시까지 연장하는 '아역특구'를 제안했다. 고노이케 담당 대신이 '모닝구무스메。특구'로 명명하여, 실시를 계획하였지만, 사카구치 후생 노동 대신은 "의무 교육을 받기 위해서도 한계가 있다"라며 신중한 자세를 보였다. 내각부에서 열린 9월 3일 회담에서 사카구치 후생 노동 대신이 "9시까지는 인정한다"라고 말한 것에 대해, 고노이케 담당 대신이 “그걸로 좋습니다”라고 답했다고 한다. 이에 따라, 2004년 11월 16일 노동 대책 심의회에 대한 답신에서, 2005년 1월 1일부터 전국적으로 연극 등에 13살 미만의 청소년의 출연이 종래의 오후 8시까지에서 오후 9시까지로 연장되었다.
- 2004년 1월 23일, 테레비도쿄의 스가야 사다히코 사장은 연두 기자 친목회에서 “후지모토 미키와 이시카와 리카의 투톱으로 하는 게 좋지 않을까. 그렇게 하면（앞으로도）괜찮을 것이다”라고 발언하여, 테레비도쿄가 앞으로도 모닝구무스메。 등의 층쿠 패밀리를 리드하고 싶다는 의사를 밝혔다. 하지만 모닝구무스메。출연 테레비도쿄계 레귤러 방송은 음악 제작자 연맹(업프런트 그룹도 소속되어 있음.)과 저작권 · 초상권문제로 대립하고 있기 때문에 BS재팬에서 방송되고 있지 않으며(이전에 BS재팬에서 방송된 것은 BS재팬과 공동제작이었던 "MUSIX!"와 단발 방송의 일부 등으로 매우 적다), 계열국이 적기도 하여, 테레비도쿄와 업프런트 그룹이 반드시 밀월관계라고는 할 수 없다.
- 모닝구무스메。의 악곡 "THE マンパワー!!!"가 프로야구 도호쿠 라쿠텐 골든이글스의 응원가가 되었다.
- 모닝구무스메。의 열광적인 팬을 모오타라고 부른다. 또한 이 모오타는 그녀들을 모무스。가 아닌, 무스메。라고 부르는 현상이 확산되고 있다.
- 모닝구무스메。는 해외에서도 열광적인 팬이 다수 존재하여, 특히 아시아(주로 대만, 홍콩, 한국)에서는 다른 일본 아이돌과 함께 인기가 높다(중국어권에서의 표기는 早安少女組). 단지 에이벡스와 자니즈 사무소 등과 비교하면 해당 지역 프로모션 활동은 그다지 적극적이라고는 할 수 없다. 그렇다고 해도 그 외 영어 · 프랑스어 · 독일어로 된 팬사이트도 존재하며, 일본을 '쿨'하다고 보는 여러 외국인들로부터는 일정한 인지도를 얻고 있어 세계적인 아이돌이라고도 할 수 있다.
- 모닝구무스메。, Morning Musume。 및 모무스。는 주식회사 업프런트 그룹의 등록 상표(등록4555529, 등록4566621, 등록4555530)로, 등록 호칭은 '모닝구무스메' 및 '모무스메'('모무스'가 아닌 것에 주의.)이다. 존속 만료일은 2012년.
- 2003년 9월에 모닝구무스메。및 헬로! 프로젝트 멤버에 의한 풋살 팀 갓타스 브릴리언티스 H.P.가 결성되었으며 현재는 다른 예능 프로덕션까지 끌어들여 예능계 전체에 풋살 열풍을 불어 일으켰다.
- 2007년 10월 11일, (주) 엠넷미디어를 통해 2007년 10월 24일 한국에 동시발매되는 베스트 앨범 “モーニング娘。ALL SINGLES COMPLETE ～10th ANNIVERSARY～”의 프로모션을 위한 모닝구무스메 멤버 중 다카하시 아이 · 니이가키 리사 · 쿠스미 코하루의 2007년 10월 26일 한국 방문이 공식 발표[깨진 링크(과거 내용 찾기)]되었다.
- 2008년 4월 7일, 모닝구무스메。의 한국 콘서트 "모닝구무스메 10th Anniversary TOUR in Korea 2008"이 2008년 6월 1일 서울 올림픽 공원 내 올림픽홀에서 개최됨이 공식 발표[깨진 링크(과거 내용 찾기)]되었다.
- 2010년 11월, 6기 멤버 다나카 레이나 · 카메이 에리 · 미치시게 사유미가 블로그에 올린 사진으로 인하여 한국인을 비하했다는 논란에 휩싸였다. 이후 사건 당사자들은 각자의 블로그에 논란에 대한 사과문을 기재했다(카메이 에리는 개인 블로그가 없었기 때문에 처음 논란이 촉발되었던 다나카 레이나의 블로그에 기재).
- 2011년 11월, 10기 멤버 쿠도 하루카가 센다이시에서 열리는 이벤트에서 한 팬에게 노숙자라고 말했다는 논란에 휩싸였다.

## 같이 보기
- 헬로! 프로젝트
- M-line club